# 브렛 이스턴 엘리스

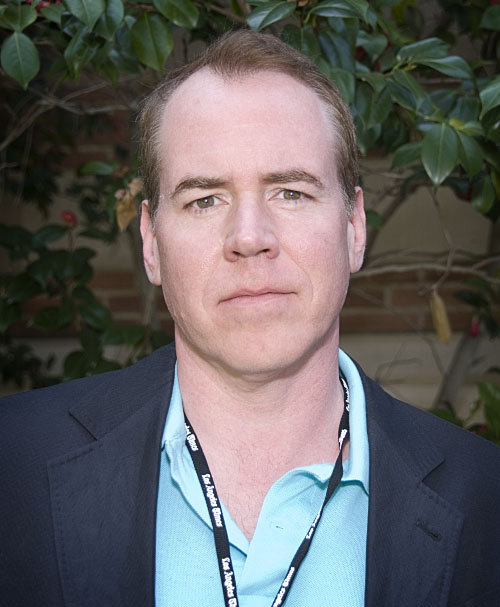

브렛 이스턴 엘리스 (Bret Easton Ellis, 1964년 3월 7일 ~ )는 미국 작가, 시나리오 작가, 단편 작가 및 감독이다. Ellis는 처음에 소위 브랫 팩문학 중 한 사람으로 간주되었으며, 작가로서의 트레이드마크 기술은 감정 없는 스타일로 극단적인 행동과 의견을 표현하는 자칭 풍자 작가이다. 그의 소설은 일반적으로 반복되는 캐릭터를 공유한다.
엘리스가 21세였을 때, 그의 첫 소설은 논란의 여지가 있는 베스트셀러인 《0보다 적은》(Less Than Zero) (1985)로 Simon & Schuster에서 출판되었다. 그의 세 번째 소설인 《아메리칸 사이코》 (1991)는 그의 가장 성공적인 작품이었다. 출간되자마자 문학계는 그것을 지나치게 폭력적이고 여성혐오 적이라고 비난했다. 엘리스의 소설은 점점 더 메타픽션 적이 되었다. 음력 공원 (2005), 의사 회고록과 유령 이야기는, 긍정적 인 검토를 받았다. Less Than Zero 의 속편으로 판매되는 Imperial Bedrooms (2010)는 이러한 맥락에서 계속된다.
엘리스의 작품 중 4편이 영화로 만들어졌다.